# Оськина, Ирина Николаевна
Оськина Ирина Николаевна   (род. 10 декабря 1954 года) — российский искусствовед, Заслуженный деятель  искусств РФ (2014), Заслуженный деятель искусств РБ (2005),  автор многочисленных книг по искусству Республики Башкортостан. Член Союза художников (1996) и Ассоциации искусствоведов России (2009). До 2023 - эксперт МК РФ по художественным ценностям.

## Биография
Оськина Ирина Николаевна (Швидун-Гусева)  родилась 10 декабря 1954 года в Уфе. Окончила музыкальную школу по классу скрипки, училище искусств. Затем получила специальное искусствоведческое образование на факультете теории и истории искусства Института живописи, скульптуры и архитектуры им. И. Е. Репина (1980-1986) в Ленинграде. С начала 1990-х специализация - западноевропейская гравюра старых мастеров, современная печатная графика, творчество башкирских художников.
Место работы: c 1987 года работала старшим научным сотрудником в Башкирском государственном художественном музее им. М. Нестерова, с 1994 года - в Министерстве культуры и национальной политики РБ, с 2008 года - в ОАО «Уральский лизинговый центр» и «Уралинвест». С 2011 - эксперт-консультант художественной галереи "АРТ-эксперт", одновременно - с 2009 - преподаватель кафедры "Архитектура" УГНТУ (история искусств, история архитектуры).
Область научной деятельности: атрибуция западно-европейской гравюры, современная графика, творчество художников РБ И. Г. Валитова, В. И. Суздальцева, В.А. Позднова, З. Г. Гаянова, М. Спиридонова, Р. Р. Маглиева, Б. А. Самосюка, О. А. Самосюк. В начале 2000-х И.Н. Оськина проводила курсы-семинары в России и за рубежом по теме «Атрибуция и Антиквариат».
"Шагнул в толпу - оглянись: не задел ли кого-нибудь нечаянно локтем".

## Выставки
С 1997 года она была участником республиканских, региональных и всероссийских выставок в разделе «Искусствознание».
Оськина Ирина Николаевна - куратор проектов: «Международная выставка URAL PRINT TRIENNIAL» (с 1995 по 2022 гг.);  «Пространство и форма» (2006);  «Скульптура Башкортостана» (1996), «Акварельная весна» (1998, 2005 и 2016 гг.), «История в искусстве» (1999), симпозиумов и др.
Автор экспозиций выставок: 
- "Западноевропейское искусство из собрания музея". Уфа, БГХМ им. М.В. Нестерова, 1989, 1991, Таганрог, 1990;
- "Западноевропейская гравюра из собрания БГХМ им. М.В. Нестерова", Уфа, 1995;
- Международные выставки проекта триеннале печатной графики "URAL PRINT TRIENNIAL", Уфа, 1995,1998, 2001, 2004, 2007, 2010,2013, 2016, 2019, 2022;
- "Современное изобразительное искусство Башкортостана", Москва, 1997;
- "Современное изобразительное искусство Башкортостана", Париж (штаб-квартира UNESCO), 2008;
- Выставки проекта "Акварельная весна", Уфа, 1998, 2005, 2008, 2016.
- "Виктор Суздальцев. Акварель. Живопись", Уфа, 2000 и 2018 и др.

## Труды
Ирина Николаевна Оськина - автор около 150 печатных работ по искусству, включая монографии, статьи, каталоги выставок. Она является автором фундаментального каталога «Западноевропейская гравюра в собрании  художественного музея  им. М. В. Нестерова».
- Западноевропейская гравюра из собрания БГХМ им. М.В. Нестерова”. Каталог выставки. Уфа, 1995;
- “Первая Уральская Триеннале печатной станковой графики”. Каталог выставки. Уфа, 1995; “Скульптура Башкортостана”. Каталог. Уфа, 1996;
- “Современное изобразительное искусство Башкортостана”. Каталог. Уфа, 1997;
- “Акварельная весна. Выставка акварели Башкортостана.” Каталог. Уфа, 1998;
- “Новая эстетика: “Поцелуй Иуды” или “Рождение мифа”?” ст. в журн. ”Бельские просторы”, №2, 1999;
- “О “непонятном” искусстве и о том, как хорошо жить в провинции”. Ст. в журн. “Бельские просторы”, № 12, 1999;
- Глава “Башкирская графика” в кат. “Графика из собрания Ирбитского государственного музея изобразительных искусств”, Екатеринбург, 2000
- Современное изобразительное искусство Республики Башкортостан: каталог. Уфа, 2008;
- Уральская триеннале печатной графики: каталог. Уфа, 2013;
- Виктор Суздальцев. Живопись Акварель. Альбом. Уфа, 2014.
- Башкирская графика. Альбом. Уфа, 2014
- Башкирская живопись. Мастера старых поколений. Уфа, 2015
- Виктор Позднов. Живопись. Графика. Уфа, 2019